# Alexandre Saltanov
Alexandre Vladimirovitch Saltanov (Александр Владимирович Салтанов) (1946) est un diplomate russe, ancien vice-ministre des Affaires étrangères de la fédération de Russie (2006-2011). Depuis le 6 juin 2011, il est vice-président des Compagnie des chemins de fer russes. Il parle couramment arabe, anglais et français.

## Biographie
Alexandre Saltanov termine en 1970 le MGIMO (Institut d'État des relations internationales de Moscou). Il est envoyé au Koweït, en Syrie, puis sert à la direction du Proche-Orient et de l'Afrique du Nord au ministère des Affaires étrangères. De 1992 à 1998, il est ambassadeur de Russie en Jordanie. De 1999 à 2001, il est directeur du département du Proche-Orient et de l'Afrique du Nord au ministère des Affaires étrangères de la fédération de Russie.
D'octobre 2001 à 2011, il est vice-ministre des Affaires étrangères. Mikhaïl Bogdanov lui succède. Il a le rang d'ambassadeur extraordinaire et plénipotentiaire de Russie. Il s'occupait plus particulièrement du Proche-Orient, de l'Afrique et de la question irakienne.

## Sources
- Traduction partielle de Wikipedia en russe.